# 尼日涅
48°46′17″N 38°37′12″E / 48.77139°N 38.62000°E

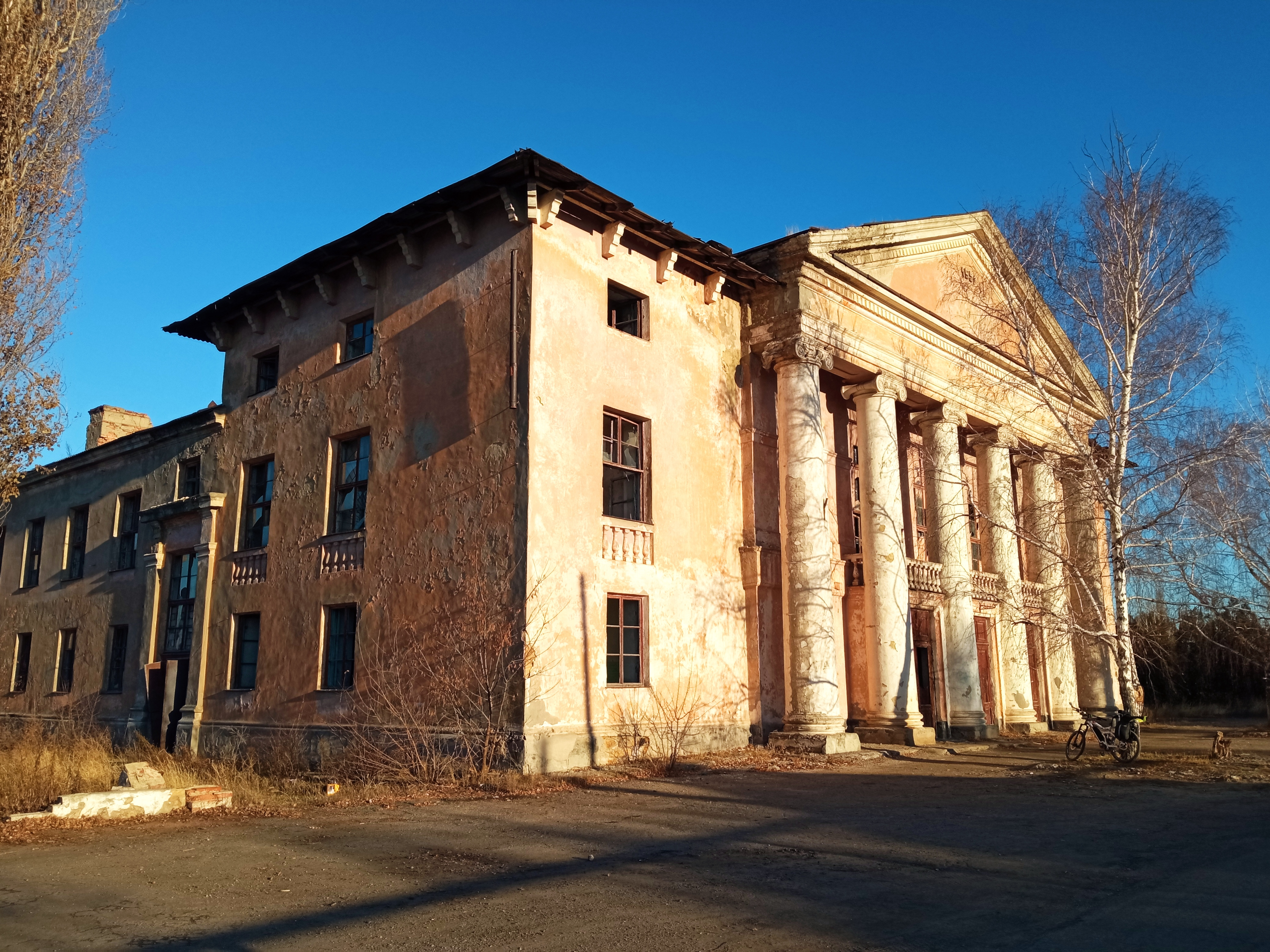
俱乐部

尼日涅（羅馬化：Nyzhnie）是烏克蘭東部盧甘斯克州北顿涅茨克区希爾斯凱市鎮的鎮。該鎮處於北頓涅茨河右岸，始建於1754年，面積9.71平方公里，2011年人口2,651，人口密度每平方公里273.02人。